# Supercoppa brasiliana 2015 (pallavolo femminile)
La Supercoppa brasiliana 2015 si è svolta il 6 novembre 2015: al torneo hanno partecipato due squadre di club brasiliane e la vittoria finale è andata per la prima volta al Rio de Janeiro Vôlei Clube.

## Regolamento
Le squadre hanno disputato una gara unica.

## Squadre partecipanti
| Squadra        | Qualificazione                       | Ultima partecipazione |
| -------------- | ------------------------------------ | --------------------- |
| Pinheiros      | Vincitrice Coppa del Brasile 2015    | Debutto               |
| Rio de Janeiro | Vincitrice Superliga Série A 2014-15 | Debutto               |

## Torneo
| 6 novembre 2015 Ginásio Ayrton Senna, Itapetininga Durata: ? - Spettatori: ? | Rio de Janeiro | 3 - 0 | Pinheiros | 25-16, 25-16, 25-22 |